# Gföhl
Gföhl là một thị xã thuộc huyện Krems-Land trong bang Niederösterreich.